# یوپو جوپوی برزیلی
یوپو جوپوی برزیلی(نام علمی: Anadenthera falcata) نام یک گونه از سرده باقالیان آنادنانثرا است.